# هانز فون تشامر أوند أوستن
هانز فون تششامر وأوستن (25 أكتوبر 1887 - 25 مارس 1943) مسؤولًا رياضيًا ألمانيًا وزعيماً في كتيبة العاصفة وعضواً في الرايخستاغ عن الحزب النازي في ألمانيا النازية. كان متزوجا من صوفي مارغريت فون كارلوفيتش.
قاد هانز فون تششامر وأوستن مكتب الرياضة الألماني دويتشر ريشاوسهاوس فور ليبسوبنجن (DRA) «لجنة الرايخ الألمانية لممارسة التمارين البدنية» بعد الاستيلاء النازي على السلطة في عام 1933. في يوليو من نفس العام، حصل هانز فون تششامر على لقب سبورتس رايخ فوهرر، «زعيم رياضات الرايخ»، وتم وضع المجال الرياضي بأكمله في ألمانيا تحت سيطرته. أعاد تأسيس المنظمة التي قادها، وقام بتحويلها إلى الهيئة الحاكمة للرياضة في الرايخ الثالث، «دويتشر رايخسبوند فور ليبزوبنجن» (DRL) «الرابطة الرياضية للرايخ الألماني». في عام 1937 تم تغيير اسمها إلى Nationalsozialistischer Reichsbund für Leibesübungen «الرابطة الرياضية الوطنية الاشتراكية للرايخ الألماني». شغل فون تششامر المنصب الرفيع المستوى لزعيم رياضات الرايخ حتى وفاته في عام 1943.

## سيرة شخصية

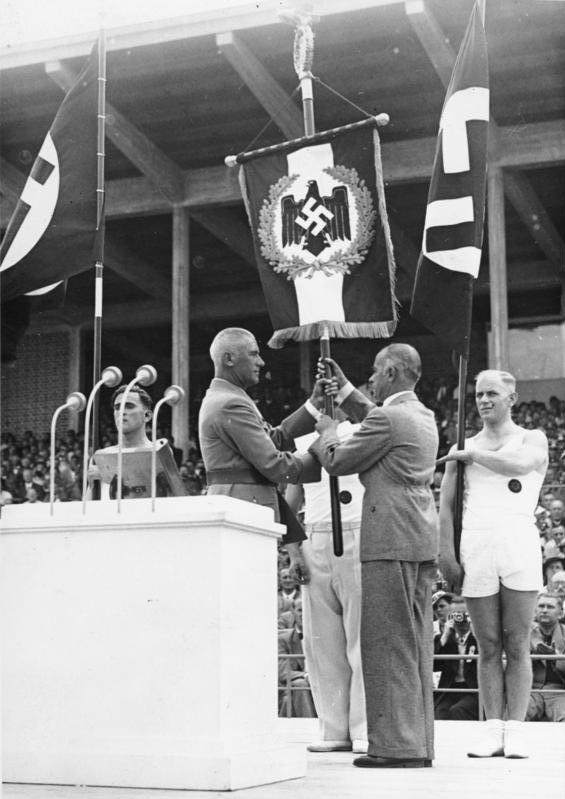
هانز فون تششامر وأوستن وفيلهلم فريك في مفوضية الجمنازيوم والرياضة في الرايخ في عام 1938.

ولد فيلهلم فريك في عائلة من طبقة النبلاء. بعد حصوله على تعليم من الطبقة العليا التقليدية، ذهب للقتال في الجبهة في الحرب العالمية الأولى. خلال فترة جمهورية فايمار، التحق بالكتيبة العاصفة، ليصبح Gruppenführer، "قائد المجموعة"، صعد ليصبح عقيدًا في المنظمة شبه العسكرية ثم لاحقًا عضوًا في الرايخستاغ. عُيِّن فون تسشامر (Reichskommissar für Turnen und Sport) (مفوضية الجمنازيوم والرياضة في الرايخ) التابع لمكتب الرياضة الألماني، دويتشر رايشاوسهاوس فور لييبسنجن (DRA) في 19 يوليو 1933. على الرغم من أنه كان شخصية غير معروفة نسبيًا في الألعاب الرياضية الألمانية، إلا أن فون تششامر رأى أن هدفه هو استخدام الرياضة "لتحسين معنويات وإنتاجية العمال الألمان. تم وضع المهارات الرياضية كمعيار للتخرج من المدارس بالإضافة إلى التأهيل اللازم لوظائف معينة والالتحاق بالجامعات.
بعد انضمام أدولف هتلر إلى السلطة، قام فون تششامر بحل DRA ، الذي وُصف بأنه «كيان برجوازي»، في 5 مايو 1933 (رسميًا في 10 مايو) وأعاد تأسيسه كمنظمة موجهة نحو النازية، و Deutscher Reichsbund für Leibesübungen (DRL).
لم يرى هانز فون تششامر وأوستن نهاية المنظمة التي قادها لفترة طويلة. كما أنه لن يرى ألمانيا تخسر الحرب العالمية الثانية، لأنه توفي بسبب الالتهاب الرئوي في برلين عام 1943. خلفه أرنو بريتمير كزعيم رياضات الرايخ.

## وصلات خارجية
- هانز فون تششامر أوند أوستن على موقع IMDb (الإنجليزية)
- هانز فون تششامر أوند أوستن على موقع أوليمبيديا (الإنجليزية)

1. ↑  Antti Matikkala (2017). Suomen Valkoisen Ruusun ja Suomen Leijonan ritarikunnat (بالفنلندية). Helsinki: Edita. p. 142. ISBN:978-951-37-7005-1. QID:Q113680680.
2. ↑  Per Jorsett؛ Aage Møst (1991). No label or title -- debug: Q50084729. Q11973048. ISBN:82-09-10671-6. QID:Q50084729.
3. 1 2 3   https://www.reichstag-abgeordnetendatenbank.de/select.html?pnd=117431257. اطلع عليه بتاريخ 2023-10-18. {{استشهاد ويب}}: |url= بحاجة لعنوان (مساعدة) والوسيط |title= غير موجود أو فارغ (من ويكي بيانات) (مساعدة)
4. ↑  Biography نسخة محفوظة 10 نوفمبر 2016 على موقع واي باك مشين.
5. ↑  Bruce Campbell, The SA Generals and the Rise of Nazism
6. ↑  Dieter Steinhöfer, Hans von Tschammer und Osten; Reichssportführer im Dritten Reich